# Sebastian Watermeier

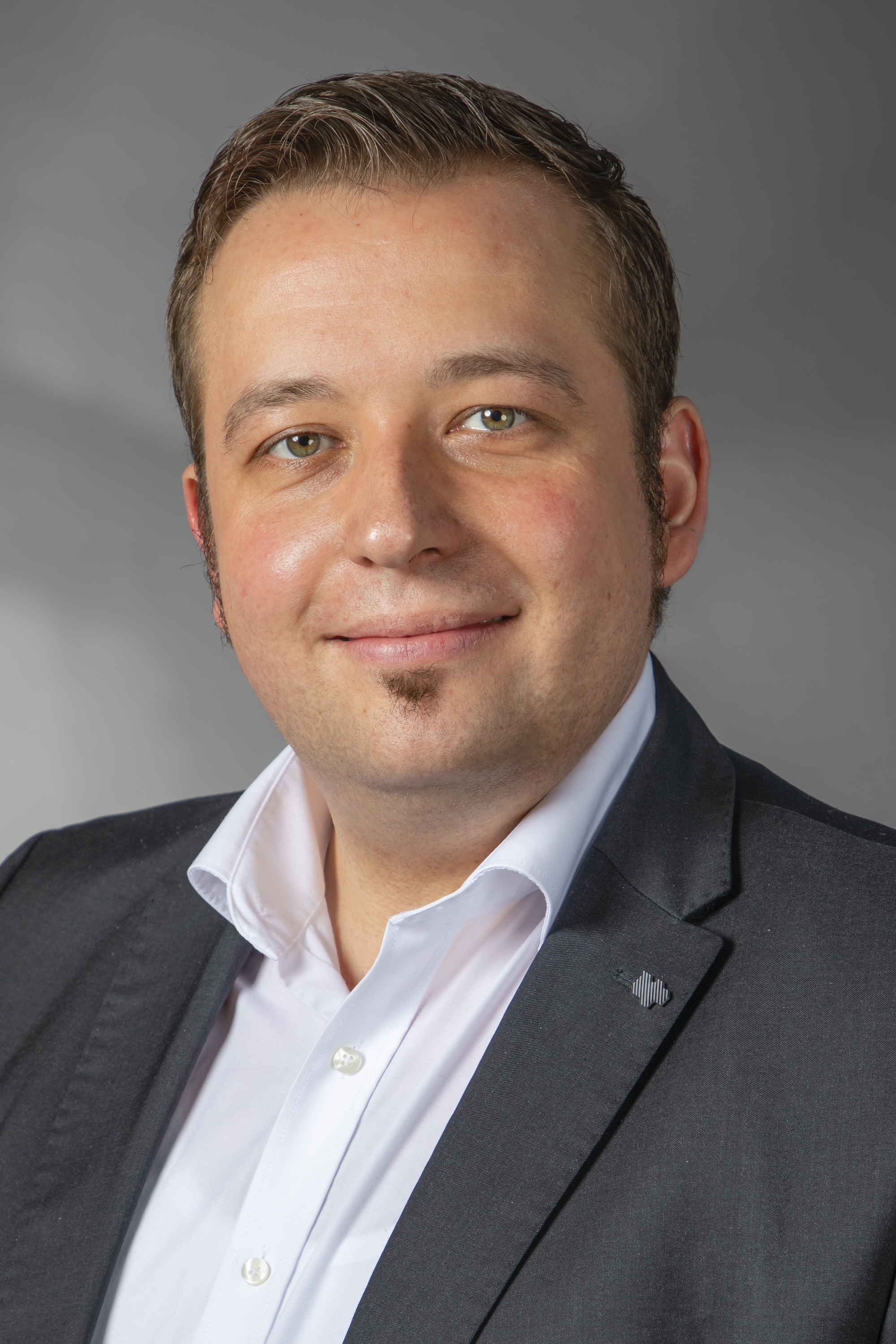
Sebastian Watermeier (2019)

Sebastian Watermeier (* 16. Dezember 1984 in Gelsenkirchen) ist ein deutscher Politiker (SPD). Er ist seit 2017 Abgeordneter im Landtag von Nordrhein-Westfalen.

## Biografie
Sebastian Watermeier studierte nach Abitur und Grundwehrdienst von 2005 bis 2006 Rechtswissenschaften und von 2006 bis 2011 Geschichte sowie Englische und Deutsche Philologie mit Abschluss Magister Artium. Er wechselte 2014 in den Politbetrieb als Mitarbeiter des Bundestagsabgeordneten Joachim Poß nach Berlin und bereits nach neun Monaten als Büroleiter der Europaabgeordneten Gabriele Preuß zurück nach Gelsenkirchen.
Watermeier ist Vater einer Tochter.

## Politik

### Partei
Watermeier engagiert sich seit 2005 in der SPD und war von 2008 bis 2011 Vorsitzender des Juso-Unterbezirks in Gelsenkirchen. Seit 2012 ist er Mitglied im Vorstand des Unterbezirks der Partei in Gelsenkirchen.

### Abgeordneter
Bei der Landtagswahl in Nordrhein-Westfalen 2017 wurde durch den vorherigen Einzug von Markus Töns in den Bundestag dessen Wahlkreis frei, für den Watermeier kandidierte. Er erhielt das Direktmandat im Landtagswahlkreis Gelsenkirchen II. Bei der Landtagswahl 2022 gewann er erneut das Direktmandat im Wahlkreis Gelsenkirchen II.